# 二甲硅烷基甲烷
二甲硅烷基甲烷（1,3-二硅杂丙烷）是一种有机硅化合物，化学式为CH8Si2，它是甲基乙硅烷的同分异构体。它可由二(三氯硅烷基)甲烷（或二(溴硅烷基)甲烷）和氢化铝锂反应得到。它在催化下和氨反应，可以得到三[(甲硅烷基甲基)甲硅烷基]胺等多种产物。